# Трешніця
Трешніця (чорн. Trešnjica/Трешњица) — село (поселення) в Чорногорії, підпорядковане общині Котор. Християнське поселення з населенням 0 мешканців.

## Населення
Динаміка чисельності населення (станом на 2003 рік):
- 1948 → 0
- 1953 → 0
- 1961 → 0
- 1971 → 0
- 1981 → 0
- 1991 → 0
- 2003 → 0